# Districten van Vietnam

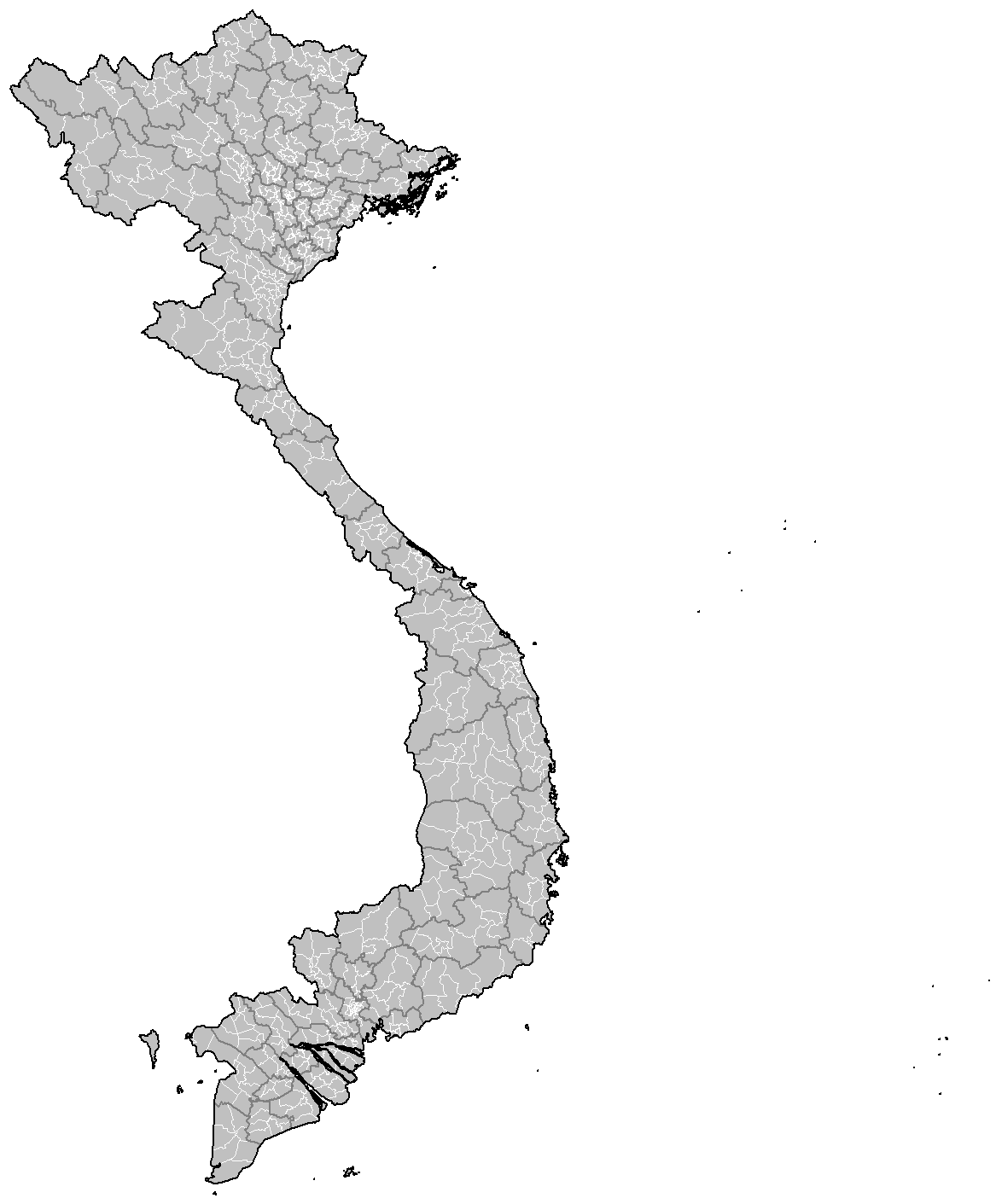
Overzicht van de districten van Vietnam

De provincies van Vietnam zijn onderverdeeld in districten (Vietnamees: Huyen), provinciale steden (Thành pho truc thuộc Tinh) en gewone steden (Thị xã).
De stadsprovincies zijn onderverdeeld in landelijke provincies (Huyen), steden (Thị xã) en stadsdelen (quan), die dan weer onderverdeeld zijn in wijken (phuong). De verschillende deelsectoren (steden en districten) worden hieronder vermeld, per provincie.

## An Giang
- An Phú
- Châu Đốc
- Châu Phú
- Châu Thành
- Chợ Mới
- Long Xuyên
- Phú Tân
- Tân Châu
- Thoại Sơn
- Tịnh Biên
- Tri Tôn

## Bà Rịa-Vũng Tàu
- Bà Rịa
- Châu Đức
- Côn Đảo
- Đất Đỏ
- Long Điền
- Tân Thành
- Vũng Tàu
- Xuyên Mộc

## Bắc Giang
- Bắc Giang
- Hiệp Hoà
- Lạng Giang
- Lục Nam
- Lục Ngạn
- Sơn Động
- Tân Yên
- Việt Yên
- Yên Dũng
- Yên Thế

## Bắc Kạn
- Ba Bể
- Bắc Kạn
- Bạch Thông
- Chợ Đồn
- Chợ Mới
- Na Rì
- Ngân Sơn
- Pác Nặm

## Bạc Liêu
- Bạc Liêu
- Đông Hải
- Giá Rai
- Hòa Bình
- Hồng Dân
- Phước Long
- Vĩnh Lợi

## Bắc Ninh
- Bắc Ninh
- Gia Bình
- Lương Tài
- Quế Võ
- Thuận Thành
- Tiên Du
- Từ Sơn
- Yên Phong

## Bến Tre
- Ba Tri
- Bến Tre
- Bình Đại
- Châu Thành
- Chợ Lách
- Giồng Trôm
- Mỏ Cày
- Thạnh Phú

## Bình Định
- An Lão
- An Nhơn
- Hoài Ân
- Hoài Nhơn
- Phù Cát
- Phù Mỹ
- Qui Nhơn
- Tây Sơn
- Tuy Phước
- Vân Canh
- Vĩnh Thạnh

## Bình Dương
- Bến Cát
- Dầu Tiếng
- Dĩ An
- Phú Giáo
- Tân Uyên
- Thủ Dầu Một
- Thuận An

## Bình Phước
- Bình Long
- Bù Đăng
- Bù Đốp
- Chơn Thành
- Đồng Phú
- Đồng Xoài
- Lộc Ninh
- Phước Long
- Hớn Quản
- Bù Gia Mập

## Bình Thuận
- Bắc Bình
- Đức Linh
- Hàm Tân
- Hàm Thuận Bắc
- Hàm Thuận Nam
- La Gi
- Phan Thiết
- Phú Quý
- Tánh Linh
- Tuy Phong

## Cà Mau
- Cà Mau
- Đầm Dơi
- Cái Nước
- Năm Căn
- Ngọc Hiển
- Phú Tân
- Thới Bình
- Trần Văn Thời
- U Minh

## Cần Thơ
- Bình Thủy
- Cái Răng
- Cờ Đỏ
- Cần Thơ
- Ninh Kiều
- Ô Môn
- Phong Điền
- Thốt Nốt
- Vĩnh Thạnh
- Thới Lai

## Cao Bằng
- Bảo Lạc
- Bảo Lâm
- Cao Bằng
- Hạ Lang
- Hà Quảngg
- Hòa An
- Nguyên Bình
- Phục Hòa
- Quảng Uyên
- Thạch An
- Thông Nông
- Trà Lĩnhh
- Trùng Khánh

## Đà Nẵng
- Cẩm Lệ
- Hải Châu
- Hòa Vang
- Hoàng Sa
- Liên Chiểu
- Ngũ Hành Sơn
- Sơn Trà
- Thanh Khê

## Đắk Lắk
- Buôn Đôn
- Buôn Ma Thuột
- Cư M'gar
- Cư Kuin
- Ea H'leo
- Ea Kar
- Ea Súp
- Krông Ana
- Krông Bông
- Krông Buk
- Krông Năng
- Krông Pak
- Lắk
- M'Drăk
- Buôn Hồ

## Đắk Nông
- Cư Jút
- Đăk Glong
- Đăk Mil
- Đăk R'Lấp
- Đăk Song
- Gia Nghĩa
- Krông Nô
- Tuy Đức

## Điện Biên
- Điện Biên
- Điện Biên Đông
- Điện Biên Phủ
- Mường ảng
- Mường Chà
- Mường Nhé
- Tủa Chùa
- Tuần Giáo

## Đồng Nai
- Biên Hòa
- Cẩm Mỹ
- Định Quán
- Long Khánh
- Long Thành
- Nhơn Trạch
- Tân Phú
- Thống Nhất
- Trảng Bom
- Vĩnh Cửu
- Xuân Lộc

## Đồng Tháp
- Cao Lãnh
- Châu Thành
- Hồng Ngự
- Lai Vung
- Lấp Vò
- Sa Đéc
- Tam Nông
- Tân Hồng
- Thanh Bình
- Tháp Mười

## Gia Lai
- Ayun Pa
- An Khê
- Chư Păh
- Chư Prông
- Chư Sê
- Đắk Đoa
- Đắk Pơ
- Đức Cơ
- Ia Grai
- Ia Pa
- K'Bang
- Kông Chro
- Krông Pa
- Mang Yang
- Phú Thiện
- Pleiku
- Chu Puh

## Hà Giang
- Bắc Mê
- Bắc Quang
- Đồng Vănn
- Hà Giang
- Hoàng Su Phì
- Mèo Vạc
- Quản Bạ
- Quang Bình
- Vị Xuyên
- Xín Mần
- Yên Minh

## Hà Nam
- Bình Lục
- Duy Tiên
- Kim Bảng
- Lý Nhân
- Phủ Lý
- Thanh Liêm

## Hà Nội
- Ba Đình
- Cầu Giấy
- Đông Anh
- Đống Đa
- Gia Lâm
- Hai Bà Trưng
- Hoàn Kiếm
- Hoang Mai
- Long Biên
- Sóc Sơn
- Tây Hồ
- Thanh Tri
- Thanh Xuân
- Từ Liêm
- Ba Vì
- Chương Mỹ
- Đan Phượng
- Hà Đông
- Hoài Đức
- Mỹ Đức
- Phú Xuyên
- Phúc Thọ
- Quốc Oai
- Sơn Tây
- Thạch Thất
- Thanh Oai
- Thường Tín
- Ứng Hòa

## Hà Tĩnh
- Cẩm Xuyên
- Can Lộc
- Đức Thọ
- Hà Tĩnh
- Hồng Lĩnh
- Hương Khê
- Hương Sơn
- Kỳ Anh
- Nghi Xuân
- Thạch Hà
- Vũ Quang

## Hải Dương
- Bình Giang
- Cẩm Giàng
- Chí Linh
- Gia Lộc
- Hải Dương
- Kim Thành
- Kinh Môn
- Nam Sách
- Ninh Giang
- Thanh Hà
- Thanh Miện
- Tứ Kỳ

## Hải Phòng
- An Dương
- An Lão
- Bạch Long Vĩ
- Cát Hải
- Đồ Sơn
- Hải An
- Hồng Bàng
- Kiến An
- Kiến Thuỵ
- Lê Chân
- Ngô Quyền
- Thủy Nguyên
- Tiên Lãng
- Vĩnh Bảo
- Dương Kinh

## Hậu Giang
- Châu Thành
- Châu Thành A
- Long Mỹ
- Phụng Hiệp
- Vị Thanh
- Vị Thủy
- Ngã Bảy

## Ho Chi Minhstad
- Bình Chánh
- Bình Tân
- Bình Thạnh
- Cần Giờ
- Cũ Chi
- Quận 1
- Quận 2
- Quận 3
- Quận 4
- Quận 5
- Quận 6
- Quận 7
- Quận 8
- Quận 9
- Quận 10
- Quận 11
- Quận 12
- Gò Vấp
- Hốc Môn
- Nhà Bè
- Phú Nhuận
- Tân Bình
- Tân Phú
- Thủ Đức

## Hòa Bình
- Cao Phong
- Đà Bắc
- Hòa Bình
- Kim Bôii
- Kỳ Sơn
- Lạc Sơn
- Lạc Thủy
- Lương Sơn
- Mai Châu
- Tân Lạc
- Yên Thủy

## Huế
- Thuận Hóa
- Phú Xuân
- Hương Thủy
- Hương Trà
- Phong Điền
- A Lưới
- Phú Lộc
- Phú Vang
- Quảng Điền

## Hưng Yên
- Ân Thi
- Hưng Yên
- Khoái Châu
- Kim Động
- Mỹ Hào
- Phù Cừ
- Tiên Lữ
- Văn Giang
- Văn Lâm
- Yên Mỹ

## Khánh Hòa
- Cam Lâm
- Cam Ranh
- Diên Khánh
- Khánh Sơn
- Khánh Vĩnh
- Nha Trang
- Ninh Hòa
- Trường Sa
- Vạn Ninh

## Kiên Giang
- An Biên
- An Minh
- Châu Thành
- Giồng Riềng
- Gò Quao
- Hà Tiên
- Hòn Đất
- Kiên Hải
- Kiên Lương
- Phú Quốc
- Rạch Giá
- Tân Hiệp
- Vĩnh Thuận
- U Minh Thượng

## Kon Tum
- Đắk Glei
- Đắk Hà
- Đắk Tô
- Kon Plông
- Kon Rẫy
- Kon Tum
- Ngọc Hồi
- Sa Thầy
- Tu Mơ Rông

## Lai Châu
- Lai Châu
- Mường Tè
- Phong Thổ
- Sìn Hồ
- Tam Đường
- Than Uyên
- Tân Uyên

## Lâm Đồng
- Bảo Lâm
- Bảo Lộc
- Cát Tiên
- Đạ Huoai
- Đà Lạt
- Đạ Tẻh
- Đam Rông
- Di Linh
- Đơn Dương
- Đức Trọng
- Lạc Dương
- Lâm Hà

## Lạng Sơn
- Bắc Sơn
- Bình Gia
- Cao Lộc
- Chi Lăng
- Đình Lập
- Hữu Lũng
- Lạng Sơn
- Lộc Bình
- Tràng Định
- Vãn Lãng
- Văn Quan

## Lào Cai
- Bắc Hà
- Bảo Thắng
- Bảo Yên
- Bát Xát
- Lào Cai
- Mường Khương
- Sa Pa
- Si Ma Cai
- Văn Bàn

## Long An
- Bến Lức
- Cần Đước
- Cần Giuộc
- Châu Thành
- Đức Hòa
- Đức Huệ
- Mộc Hóa
- Tân An
- Tân Hưng
- Tân Thạnh
- Tân Trụ
- Thạnh Hóa
- Thủ Thừa
- Vĩnh Hưng

## Nam Định
- Giao Thủy
- Hải Hậu
- Mỹ Lộc
- Nam Định
- Nam Trực
- Nghĩa Hưng
- Trực Ninh
- Vụ Bản
- Xuân Trường
- Ý Yên

## Nghệ An
- Anh Sơn
- Con Cuông
- Cửa Lò
- Diễn Châu
- Đô Lương
- Hưng Nguyên
- Kỳ Sơn District
- Nam Đàn
- Nghi Lộc
- Nghĩa Đàn
- Quế Phong
- Quỳnh Lưu
- Quỳ Châu
- Quỳ Hợp
- Tân Kỳ
- Thanh Chương
- Tương Dương
- Vinh
- Yên Thành
- Thái Hòa

## Ninh Bình
- Gia Viễn
- Hoa Lư
- Kim Sơn
- Nho Quan
- Ninh Bình
- Tam Điệp
- Yên Khánh
- Yên Mô

## Ninh Thuận
- Bác Ái
- Ninh Hải
- Ninh Phước
- Ninh Sơn
- Phan Rang-Tháp Chàm
- Thuận Bắc
- Thuận Nam

## Phú Thọ
- Cẩm Khê
- Đoan Hùng
- Hạ Hòa
- Lâm Thao
- Phù Ninh
- Phú Thọ
- Tam Nông
- Tân Sơn
- Thanh Ba
- Thanh Sơn
- Thanh Thủy
- Việt Trì
- Yên Lập

## Phú Yên
- Đông Hòa
- Đồng Xuân
- Phú Hòa
- Sơn Hòa
- Sông Cầu
- Sông Hinh
- Tây Hòa
- Tuy An
- Tuy Hòa

## Quảng Bình
- Bố Trạch
- Đồng Hới
- Lệ Thủy
- Minh Hóa
- Quảng Ninh
- Quảng Trạch
- Tuyên Hóa

## Quảng Nam
- Bắc Trà My
- Đại Lộc
- Điện Bàn
- Đông Giang
- Duy Xuyên
- Hiệp Đức
- Hội An
- Nam Giang
- Nam Trà My
- Núi Thành
- Phước Sơn
- Quế Sơn
- Tam Kỳ
- Tây Giang
- Thăng Bình
- Tiên Phước
- Nông Sơn

## Quảng Ngãi
- Ba Tơ
- Bình Sơn
- Đức Phổ
- Lý Sơn
- Minh Long
- Nghĩa Hành
- Quảng Ngãi
- Sơn Hà
- Sơn Tây
- Sơn Tịnh
- Tây Trà
- Trà Bồng
- Tư Nghĩa

## Quảng Ninh
- Ba Chẽ
- Bình Liêu
- Cẩm Phả
- Cô Tô
- Đầm Hà
- Đông Triều
- Hạ Long
- Hải Hà
- Hoành Bồ
- Móng Cái
- Tiên Yênn
- Uông Bí
- Vân Đồn
- Yên Hưng

## Quảng Trị
- Cam Lộ
- Cồn Cỏ
- Đa Krông
- Đông Hà
- Gio Linh
- Hải Lăng
- Hướng Hóa
- Quảng Trị
- Triệu Phong
- Vĩnh Linh

## Sóc Trăng
- Châu Thành
- Cù Lao Dung
- Kế Sách
- Long Phú
- Mỹ Tú
- Mỹ Xuyên
- Sóc Trăng
- Thanh Tri
- Vĩnh Châu

## Sơn La
- Bắc Yên
- Mai Sơn
- Mộc Châu
- Mường La
- Phù Yên
- Quỳnh Nhai
- Sơn La
- Sông Mã
- Sốp Cộp
- Thuận Châu
- Yên Châu

## Tây Ninh
- Bến Cầu
- Châu Thành
- Dương Minh Châu
- Gò Dầu
- Hòa Thành
- Tân Biên
- Tân Châu
- Tây Ninh
- Trảng Bàng

## Thái Bình
- Đông Hưng
- Hưng Hà
- Kiến Xương
- Quỳnh Phụ
- Thái Bình
- Thái Thụy
- Tiền Hải
- Vũ Thư

## Thái Nguyên
- Đại Từ
- Định Hóa
- Đồng Hỷ
- Phổ Yên
- Phú Bình
- Phú Lương
- Sông Công
- Thái Nguyên
- Võ Nhai

## Thanh Hóa
- Bá Thước
- Bỉm Sơn
- Cẩm Thủy
- Đông Sơn
- Hà Trung
- Hậu Lộc
- Hoằng Hóa
- Lang Chánh
- Mường Lát
- Ngọc Lặc
- Như Thanh
- Như Xuân
- Nông Cống
- Quan Hóa
- Quan Sơn
- Quảng Xương
- Sầm Sơn
- Thạch Thành
- Thanh Hóa
- Thiệu Hóa
- Thọ Xuân
- Thường Xuân
- Tĩnh Gia
- Triệu Sơn
- Vĩnh Lộc
- Yên Định

## Tiền Giang
- Cái Bè
- Cai Lậy
- Châu Thành
- Chợ Gạo
- Gò Công
- Gò Công Đông
- Gò Công Tây
- Mỹ Tho
- Tân Phước

## Trà Vinh
- Càng Long
- Cầu Kè
- Cầu Ngang
- Châu Thành
- Duyên Hải
- Tiểu Cần
- Trà Cú
- Trà Vinh

## Tuyên Quang
- Chiêm Hoá
- Hàm Yên
- Na Hang
- Sơn Dương
- Tuyên Quang
- Yên Sơn

## Vĩnh Long
- Bình Minh
- Bình Tân
- Long Hồ
- Mang Thít
- Tam Bình
- Trà Ôn
- Vĩnh Long
- Vũng Liêm

## Vĩnh Phúc
- Bình Xuyên
- Lập Thạch
- Phúc Yên
- Tam Đảo
- Tam Dương
- Vĩnh Tường
- Vĩnh Yên
- Yên Lạc

## Yên Bái
- Lục Yên
- Mù Cang Chải
- Nghĩa Lộ
- Trạm Tấu
- Trấn Yên
- Văn Chấn
- Văn Yên
- Yên Bái
- Yên Bình